# Tangl Károly
Tangl Károly (Pest, 1869. október 14. – Budapest, 1940. január 10.) fizikus, egyetemi tanár, az MTA tagja, Tangl Ferenc öccse.

## Életpályája
1887–1891 közt a budapesti tudományegyetem hallgatója. 1895-ben doktori fokozatot szerzett. Berlinben és Párizsban képezte tovább magát. Kezdetben Eötvös Loránd tanársegédjeként működött, majd miután 1901-ben  magántanári képesítést szerzett,  1903-tól a 
kolozsvári tudományegyetem fizikatanára lett. Az Országos Tanárvizsgáló Bizottság alelnöke volt.
Kétszer volt a matematikai és természettudományi kar dékánja (1909–1910 és 1914–1915), egyszer pedig, 1915–1916-ban az egyetem rektora. 1917-ben átment a budapesti műegyetemre, majd 1921-től Eötvös Loránd utódaként a tudományegyetemen lett a kísérleti fizika tanára.
1908-tól az MTA levelező, majd 1920-tól rendes tagja. 1935-től az MTA Matematikai és Természettudományi Osztályának elnöke és az Eötvös Loránd Matematikai és Fizikai Társulat alelnöke.  
Nagy tanáregyéniség volt, számos kiemelkedő fizikust és matematikust indított el a kutatói pályán.
Hosszú betegség után hunyt el 1940-ben 71. életévében. 1940. január 13-án temették el a Fiumei úti sírkertben.

## Munkássága
Kezdetben potenciálelmélettel foglalkozott, később mágnesességgel, majd a folyadékok és gázok dielektromos állandójának vizsgálatával, végül kapillaritási vizsgálatokat folytatott. 

### Könyvei
- Általános  kísérleti természettan, Kolozsvár, 1906  (sokszorosított jegyzet).
- Vizsgálatok a gravitációról, Budapest, 1918.
- Bevezetés a fizikába, Budapest, 1921.
- Kísérleti fizika, Budapest, 1924.